# Даракерт
Даракерт (арм. Դարակերտ) — село в Араратской области Армении. Основано в 1829 году.

## География
Село расположено в северо-западной части марза, к востоку от реки Раздан, на расстоянии 23 километров к северо-западу от города Арташат, административного центра области. Абсолютная высота — 840 метров над уровнем моря.
Климат
Климат характеризуется как семиаридный (BSk в классификации климатов Кёппена). Среднегодовая температура воздуха составляет 12,6 °C. Средняя температура самого холодного месяца (января) составляет −2,6 °С, самого жаркого месяца (июля) — 26,2 °С. Расчётная многолетняя норма атмосферных осадков — 289 мм. Наибольшее количество осадков выпадает в мае (46 мм).

## Население
| Год переписи | Население          | Население          | Население          | Население            | Население            | Население            |
| Год переписи | Наличное население | Наличное население | Наличное население | Постоянное население | Постоянное население | Постоянное население |
| Год переписи | Всего              | Мужчины            | Женщины            | Всего                | Мужчины              | Женщины              |
| ------------ | ------------------ | ------------------ | ------------------ | -------------------- | -------------------- | -------------------- |
| 2001         | 2342               | 1139               | 1203               | 2493                 | 1224                 | 1269                 |
| 2011         | 2611               | 1313               | 1298               | 2723                 | 1351                 | 1372                 |